# Sergio Butrón Casas (Quintana Roo)
Sergio Butrón Casas es una comunidad ubicada en el estado mexicano de Quintana Roo, en el municipio de Othón P. Blanco en el sur del estado.
Sergio Butrón Casas se localiza a 32 kilómetros al oeste de la ciudad de Chetumal, capital del estado de Quintana Roo y cabecera municipal, con la cual se comunica a través de la Carretera Federal 186, a la cual se accesa mediante un desvío carretero; de acuerdo a los resultados del Conteo de Población y Vivienda de 2005 realizado por el Instituto Nacional de Estadística y Geografía el total de habitantes de Sergio Butrón Casas es de 2235 habitantes, de los cuales son 1153 hombres y 1082 mujeres.
La principal actividad económica de Sergio Butrón es la siembra de caña de azúcar, siendo uno de los principales centros dedicados a esta actividad en Quintana Roo y tiene categoría de Delegación del municipio de Othón P. Blanco.